# El legado tenebroso
El legado tenebroso (título original en inglés: The Cat and the Canary) es una película muda  de terror estadounidense del año 1927. Adaptación de la obra de teatro homónima de humor negro, escrita por John Willard en 1922, la película está dirigida por el realizador expresionista alemán Paul Leni y está protagonizada por Laura La Plante como Annabelle West, Forrest Stanley como Charles "Charlie" Wilder y Creighton Hale como Paul Jones. La trama gira en torno a la muerte de Cyrus West, tío de Annabelle, Charlie y Paul, y la lectura de su testamento veinte años más tarde. Annabelle hereda la fortuna de su tío, pero cuando ella y su familia pasan la noche en su casa embrujada son acosados por una figura misteriosa. Paralelamente, un lunático conocido como "el Gato" escapa del asilo y se esconde en la casa.

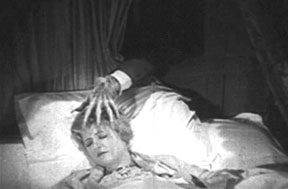
Laura La Plante en un fotograma de la película.

La película es parte de un género de películas de horror cómico inspirado en las piezas teatrales de Broadway. La adaptación de Paul Leni de la obra de Willard mezcló expresionismo con humor, un estilo en el que Leni era notable y reconocido por la crítica como único. El estilo de dirección de Leni convirtió a El legado tenebroso en una película influyente en el género de películas de "casas viejas y oscuras", popular de los años 1930 a los años 1950. La película fue una de las primeras producciones de terror de Universal Pictures y está considerada como "la piedra angular de la escuela de terror de Universal." Desde su estreno, se han filmado cinco remakes, entre las cuales destacan la protagonizada por el actor cómico Bob Hope en 1939 y por Lupita Tovar en una versión española de 1930 titulada La voluntad del muerto.

## Reparto
- Laura La Plante - Annabelle West
- Creighton Hale - Paul Jones
- Forrest Stanley - Charles Wilder
- Tully Marshall - Roger Crosby
- Gertrude Astor - Cecily
- Flora Finch - Susan

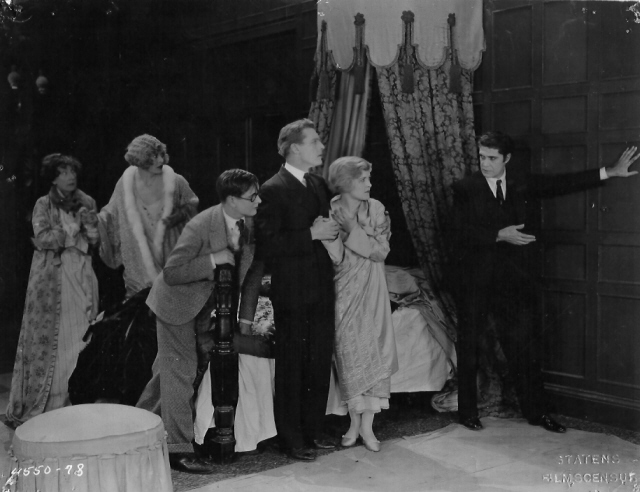
Flora Finch, Gertrude Astor, Creighton Hale, Forrest Stanley, Laura La Plante y Arthur Edmund Carewe en una foto publicitaria de la película.

- Arthur Edmund Carewe - Harry Blythe
- Martha Mattox - Mammy Pleasant, ama de casa
- George Siegmann - el guardia
- Lucien Littlefield - Dr. Ira Lazar

Sin acreditar
- Hal Craig - policía
- Billy Engle - taxista
- Joe Murphy - lechero